# 山田文明
山田 文明（やまだ ふみあき、1948年11月 - ）は、日本の経営学者。大阪経済大学経営学部元教授。専門は経営情報学。大阪経済大学経済学修士。

## 人物
滋賀県出身。1972年龍谷大学経済学部卒業。1977年大阪経済大学大学院経済学研究科博士課程単位取得。1987年愛知女子短期大学講師、1990年愛知女子短期大学助教授 。

## 活動
NGO団体の「北朝鮮帰国者の生命と人権を守る会」の代表として北朝鮮への帰国事業で北朝鮮に帰った在日朝鮮人や、その日本人配偶者、脱北者などの生命と人権を守り、救出する活動もしている。
2003年には中国で脱北者支援中に中国公安当局に脱北者や韓国人支援者らとともに拘束された。その後、国外退去処分となり日本へ無事帰国した。
2006年には、北朝鮮の警察に当たる人民保安省から北朝鮮人を拉致・誘拐（実際は脱北者支援）をしたとして、山田や李英和らを含む4人に逮捕状が出され、北朝鮮は日本に対し身柄の引渡しを要求している。

## 所属団体
- 日本中小企業学会
- 産業組織心理学会
- 経営情報学会